# Баджуни (острова)
Острова Баджун (англ. Bajun Islands, Baajun Islands) или Баджуни (англ. Bajuni Islands, итал. Isole dei Bagiuni) — цепь островков, протянувшихся вдоль берега Индийского океана в южной части Сомали, от Кисмайо на юг в сторону кенийской границы.
Острова являются коренным местом обитания небольшой народности Баджуни.

## Состав островов Баджун
1. Кисимайо (Chisimaio)
2. Кандаиву (Kandhaivu)
3. Фума (Fuma)
4. Койяма (Coiama)
5. Нгуми (Ngumi)
6. Тенина (Thenina)
7. Товаи (Chovaye)
8. Тегади (Tegadi)
9. Тула (Chula)
10. Чандраа (Chandraa)
11. Даркаси (Darkasi)
12. Амбу (Ambu)
13. Гуа (Gua)

## История
На Товаи имелись развалины каменного города; резьба по камню, по мнению посетившего острова британского чиновника, напоминала резьбу, встречающуюся на архипелаге Ламу в Кении. С начала 20 века входили в состав Британской Восточной Африки, с 1924 по 1959 входили в состав Итальянского Сомали, с 2005 входят в состав штата Джубаленд.

## Население
По состоянию на 1913 г, лишь два крупнейших острова — Товаи (или Човае, 0°52′19″ ю. ш. 42°09′33″ в. д.) и Тула (или Чула, 1°00′19″ ю. ш. 42°02′11″ в. д.) были населены.